# Иван Хаджигенчев
Иван Колчев Хаджигенчев е български революционер, деец на Вътрешната македоно-одринска революционна организация.

## Биография
Роден е на 13 октомври 1876 година в Стара Загора. Баща му е обесен в Одрин по време на Руско-турската освободителна война, а майка му се спасява с осемте си деца от Старозагорското клане през 1877 година. Завършва основно образование в родния си град и Педагогическото училище в Казанлък. Включва се в социалистически кръжок и заради бягство от групово ученическо църковно причастие е изключен от училището. Отдръпва се от социалистическите идеи и работи като учител в Габровско. Като войник в Бургас заедно с оръжието си заминава за пограничния пункт Герге Бунар и се събира с Никола Дочев и Димитър Загорски. Запознава се с Христо Силянов и Михаил Герджиков и с тяхната чета навлиза в Османската империя. Присъства на конгреса на Петрова нива. По време на Илинденско-Преображенското въстание е ранен в крака при нападението над Василико и е прехвърлен обратно от Странджа в Бургас. Участва в Балканските войни и е преводач от турски. През време на Първата световна война е околийски началник в Мехомия и след това в Нова Загора. Умира на 12 юли 1941 година в родния си град.